# Stipan Radoš
Stipan Radoš je bački hrvatski književnik. 
Svojim djelima je ušao u antologiju proze bunjevačkih Hrvata iz 1971., sastavljača Geze Kikića, u izdanju Matice hrvatske.